# 中国人民解放军陆军空中突击第一六一旅
空中突击第一六一旅（英語：161st Air Assault Brigade），是中国人民解放军陆军第八十三集团军下辖的一个空中突击旅，驻地河南省汤阴县。

## 历史概述
该旅于2017年由前机步第一六二师下属第四八四团与陆航一团合并而来。由于前陆航一团是全军最早成立的陆航团之一，故该旅在成立之初的装备（尤其是直升机数量）与人员基本不缺编，是中国人民解放军陆军转型建设的代表性力量和先头部队。

## 沿革
| 部隊番號                     | 使用時期              |
| 四八四团                     | 四八四团              |
| ---------------------------- | --------------------- |
| 冀中军区第八军分区第三十一团 | 1944年7月-1945年11月  |
| 冀热辽军区第七十九团         | 1945年11月-1946年1月  |
| 热辽纵队第七十九团           | 1946年1月-1947年5月   |
| 冀热辽军区第五十二团         | 1947年5月-1947年8月   |
| 东北民主联军第七十团         | 1947年8月-1948年11月  |
| 中国人民解放军第四〇三团     | 1948年11月-1960年1月  |
| 步兵第四〇三团               | 1960年1月-1969年12月  |
| 步兵第四八四团               | 1969年12月-1985年10月 |
| 摩托化步兵第四八四团         | 1985年10月-2011年11月 |
| 机械化步兵第四八四团         | 2011年11月-2017年4月  |
| 第五十四集团军陆航第一旅     |                       |
| 陆军第五十四集团军陆航团     | 1989年4月-2011年11月  |
| 陆军航空兵第一旅             | 2011年11月-2017年4月  |
| 独立成旅（合成第五旅）       |                       |
| 空中突击第一六一旅           | 2017年4月至今         |